# Théâtre du Taur, Concert 1975
Théâtre du Taur, Concert 1975 ist ein Livealbum der französischen Progressive-Rock- und Zeuhl-Gruppe Magma. Es wurde 1975 aufgenommen, aber erst 1994 auf Seventh Records veröffentlicht.

## Musikstil
Die hier aufgenommene Live-Version von Mekanïk Destruktïw Kommandöh unterscheidet sich deutlich von den Studioveröffentlichungen, wie Mekanïk Destruktïw Kommandöh von 1973. Sie ist eine vollständige Fassung des Stückes, die prominente instrumentale Beiträge und Improvisationen von Didier Lockwood an der Violine und Bernard Paganotti an der Bass enthält. Gegenüber dem Album Live / Hhaï hatte Klaus Blaquiz die Einleitung von Hhaï etwas harmonischer gesungen, und bei Hhaï und Kobaïa sind Vanders Schlagzeugspiel und Federows Gitarre wilder.

## Entstehungsgeschichte
Das Konzert wurde am 24. September 1975 im Théâtre du Taur in Toulouse direkt auf einem 2-Spur-Tonbandgerät vom Mischpult mitgeschnitten. Es wurde in der Reihe AKT von Seventh Records herausgegeben, in der bootlegähnliche Aufnahmen unter dem Motto: „work in progress“ veröffentlicht werden, die weitgehend in ihrer Rohfassung vorliegen und nicht oder nur wenig gemastert wurden. Die Besetzung ist fast die gleiche wie bei dem nur zwei Monate zuvor aufgenommenen Livealbum Live / Hhaï, mit der Ausnahme, dass Jean-Pol Asseline durch Patrick Gauthier an den Keyboards ersetzt wurde.

## Titelliste
Alle Titel wurden von Christian Vander komponiert und getextet.

### CD 1
1. Köhntarkösz – 32:29
2. Hhaï – 11:19
3. Kobaïa – 11:48

### CD 2
1. Mekanïk Destruktïẁ Kommandöh – 38:16